# Уметничке књиге
Уметничке књиге су појединачна уметничка дела која имају књигу као медијум и објекат и где се ради о оригиналном раду или о малим бројевима издања књига у ауторском броју издања које се репродукују у уметничким техникама или у техници која може да даје само ограничен број примерака.

## Галерија
- Мачка формирана од пресавијених страница књиге
- Књига вајарског уметника